# Eurocup 2012-2013
L'Eurocup 2012-2013 è stata l'undicesima edizione del torneo europeo di secondo livello per squadre di club di pallacanestro. Il trofeo è stato vinto dal Lokomotiv Kuban, al primo successo della propria storia.

## Squadre partecipanti
Sono 32 squadre che hanno partecipato alla regular season:
- 25 le squadre ammesse direttamente dai vari campionati nazionali;
- le altre 7 squadre sono quelle eliminate dal turno di qualificazione della Euroleague.

| Qualificate alla regular season | Qualificate alla regular season | Qualificate alla regular season              | Qualificate alla regular season              | Qualificate alla regular season              | Qualificate alla regular season              |
| Paese                           | Squadre                         | Squadre (posizione nel campionato nazionale) | Squadre (posizione nel campionato nazionale) | Squadre (posizione nel campionato nazionale) | Squadre (posizione nel campionato nazionale) |
| ------------------------------- | ------------------------------- | -------------------------------------------- | -------------------------------------------- | -------------------------------------------- | -------------------------------------------- |
| Russia                          | 4                               | Lokomotiv Kuban' (3)                         | Zenit S. Pietroburgo (4)                     | UNICS Kazan' (5)                             | Sptk. S. Pietroburgo (6)                     |
| Francia                         | 3                               | Le Mans (2)                                  | Orléans Loiret (3)                           | Cholet (4)                                   |                                              |
| Germania                        | 3                               | Ulma (2)                                     | Artland Dragons (3)                          | s.Oliver Baskets (4)                         |                                              |
| Spagna                          | 3                               | Valencia (4)                                 | Bilbao Berri (6)                             | Siviglia (7)                                 |                                              |
| Ucraina                         | 3                               | Donec'k (1)                                  | Azov. Mariupol' (2)                          | Budivelnyk Kiev (4)                          |                                              |
| Belgio                          | 2                               | Ostenda (1)                                  | Spirou Charleroi (2)                         |                                              |                                              |
| Polonia                         | 2                               | Trefl Sopot (2)                              | Zielona Góra (3)                             |                                              |                                              |
| Turchia                         | 2                               | Galatasaray (3)                              | Bandırma Banvit (4)                          |                                              |                                              |
| Bulgaria                        | 1                               | Akademik Sofia (1)                           |                                              |                                              |                                              |
| Croazia                         | 1                               | Cibona Zagabria (1)                          |                                              |                                              |                                              |
| Rep. Ceca                       | 1                               | ČEZ Nymburk (1)                              |                                              |                                              |                                              |
| Grecia                          | 1                               | Paniōnios (3)                                |                                              |                                              |                                              |
| Israele                         | 1                               | H. Gerusalemme (6)                           |                                              |                                              |                                              |
| Italia                          | 1                               | Dinamo Sassari (3)                           |                                              |                                              |                                              |
| Lettonia                        | 1                               | VEF Rīga (1)                                 |                                              |                                              |                                              |
| Lituania                        | 1                               | Prienai (3)                                  |                                              |                                              |                                              |
| Montenegro                      | 1                               | Budućnost (1)                                |                                              |                                              |                                              |
| Serbia                          | 1                               | Stella Rossa (2)                             |                                              |                                              |                                              |

## Regular season
La regular season si è giocata dal 7 novembre al 12 dicembre 2012. Le prime 2 classificate di ciascun gruppo si sono qualificate per la Last 16.

### Gruppo A
|    | Squadra         | P.ti | G | V | P | PF  | PS  | DP  |
| -- | --------------- | ---- | - | - | - | --- | --- | --- |
| 1. | Budivelnyk Kiev | 8    | 6 | 4 | 2 | 469 | 441 | +28 |
| 2. | ČEZ Nymburk     | 6    | 6 | 3 | 3 | 469 | 451 | +18 |
| 3. | H. Gerusalemme  | 6    | 6 | 3 | 3 | 473 | 475 | -2  |
| 4. | Prienai         | 4    | 6 | 2 | 4 | 444 | 488 | -44 |

### Gruppo B
|    | Squadra          | P.ti | G | V | P | PF  | PS  | DP  |
| -- | ---------------- | ---- | - | - | - | --- | --- | --- |
| 1. | Bilbao Berri     | 12   | 6 | 6 | 0 | 490 | 421 | +69 |
| 2. | Budućnost        | 8    | 6 | 4 | 2 | 418 | 388 | +30 |
| 3. | Akademik Sofia   | 4    | 6 | 2 | 5 | 423 | 452 | -29 |
| 4. | Spirou Charleroi | 0    | 6 | 0 | 6 | 397 | 467 | -70 |

### Gruppo C
|    | Squadra              | P.ti | G | V | P | PF  | PS  | DP  |
| -- | -------------------- | ---- | - | - | - | --- | --- | --- |
| 1. | Zenit S. Pietroburgo | 12   | 6 | 6 | 0 | 505 | 473 | +32 |
| 2. | VEF Rīga             | 6    | 6 | 3 | 3 | 475 | 473 | +2  |
| 3. | Le Mans              | 4    | 6 | 2 | 4 | 454 | 429 | +25 |
| 4. | Artland Dragons      | 2    | 6 | 1 | 5 | 444 | 503 | -59 |

### Gruppo D
|    | Squadra          | P.ti | G | V | P | PF  | PS  | DP  |
| -- | ---------------- | ---- | - | - | - | --- | --- | --- |
| 1. | Valencia         | 10   | 6 | 5 | 1 | 520 | 439 | +81 |
| 2. | Bandırma Banvit  | 8    | 6 | 4 | 2 | 522 | 485 | +37 |
| 3. | s.Oliver Baskets | 6    | 6 | 3 | 3 | 460 | 509 | -49 |
| 4. | Azov. Mariupol'  | 0    | 6 | 0 | 6 | 455 | 524 | -69 |

### Gruppo E
|    | Squadra          | P.ti | G | V | P | PF  | PS  | DP  |
| -- | ---------------- | ---- | - | - | - | --- | --- | --- |
| 1. | Lokomotiv Kuban' | 8    | 6 | 4 | 2 | 471 | 437 | +34 |
| 2. | Galatasaray      | 8    | 6 | 4 | 2 | 492 | 446 | +46 |
| 3. | Donec'k          | 6    | 6 | 3 | 3 | 461 | 459 | +2  |
| 4. | Trefl Sopot      | 2    | 6 | 1 | 5 | 460 | 542 | -82 |

### Gruppo F
|    | Squadra      | P.ti | G | V | P | PF  | PS  | DP  |
| -- | ------------ | ---- | - | - | - | --- | --- | --- |
| 1. | UNICS Kazan' | 10   | 6 | 5 | 1 | 481 | 442 | +39 |
| 2. | Zielona Góra | 6    | 6 | 3 | 3 | 477 | 446 | +31 |
| 3. | Ostenda      | 4    | 6 | 2 | 4 | 464 | 482 | -18 |
| 4. | Paniōnios    | 4    | 6 | 2 | 4 | 466 | 518 | -52 |

### Gruppo G
|    | Squadra              | P.ti | G | V | P | PF  | PS  | DP  |
| -- | -------------------- | ---- | - | - | - | --- | --- | --- |
| 1. | Sptk. S. Pietroburgo | 12   | 6 | 6 | 0 | 468 | 389 | +79 |
| 2. | Ulma                 | 6    | 6 | 3 | 3 | 476 | 457 | +19 |
| 3. | Cholet               | 6    | 6 | 3 | 3 | 444 | 456 | -12 |
| 4. | Cibona Zagabria      | 0    | 6 | 0 | 6 | 414 | 500 | -86 |

### Gruppo H
|    | Squadra        | P.ti | G | V | P | PF  | PS  | DP  |
| -- | -------------- | ---- | - | - | - | --- | --- | --- |
| 1. | Stella Rossa   | 10   | 6 | 5 | 1 | 556 | 515 | +41 |
| 2. | Siviglia       | 6    | 6 | 3 | 3 | 483 | 471 | +12 |
| 3. | Orléans Loiret | 4    | 6 | 2 | 4 | 465 | 478 | -13 |
| 4. | Dinamo Sassari | 4    | 6 | 2 | 4 | 516 | 556 | -40 |

## Last 16
La Last 16 è iniziata l'8 gennaio 2013. Le prime 2 classificate di ciascun gruppo si qualificheranno per i quarti di finale.

### Gruppo I
|    | Squadra              | P.ti | G | V | P | PF  | PS  | DP  |
| -- | -------------------- | ---- | - | - | - | --- | --- | --- |
| 1. | Budivelnyk Kiev      | 8    | 6 | 4 | 2 | 486 | 478 | +8  |
| 3. | Budućnost            | 6    | 6 | 3 | 3 | 456 | 436 | +20 |
| 3. | Bandırma Banvit      | 6    | 6 | 3 | 3 | 477 | 479 | -2  |
| 4. | Zenit S. Pietroburgo | 4    | 6 | 2 | 4 | 478 | 504 | -26 |

### Gruppo J
|    | Squadra      | P.ti | G | V | P | PF  | PS  | DP  |
| -- | ------------ | ---- | - | - | - | --- | --- | --- |
| 1. | Bilbao Berri | 8    | 6 | 4 | 2 | 470 | 454 | +16 |
| 2. | Valencia     | 8    | 6 | 4 | 2 | 511 | 462 | +49 |
| 3. | VEF Rīga     | 6    | 6 | 3 | 3 | 508 | 480 | +28 |
| 4. | ČEZ Nymburk  | 2    | 6 | 1 | 5 | 425 | 518 | -93 |

### Gruppo K
|    | Squadra                | P.ti | G | V | P | PF  | PS  | DP  |
| -- | ---------------------- | ---- | - | - | - | --- | --- | --- |
| 1. | Lokomotiv Kuban        | 10   | 6 | 5 | 1 | 515 | 475 | +40 |
| 2. | Spartak S. Pietroburgo | 6    | 6 | 3 | 3 | 456 | 411 | +45 |
| 3. | Stelmet Zielona Góra   | 6    | 6 | 3 | 3 | 465 | 502 | -37 |
| 4. | Cajasol Sevilla        | 2    | 6 | 1 | 5 | 427 | 475 | -48 |

### Gruppo L
|    | Squadra      | P.ti | G | V | P | PF  | PS  | DP  |
| -- | ------------ | ---- | - | - | - | --- | --- | --- |
| 1. | UNICS Kazan' | 8    | 6 | 4 | 2 | 461 | 443 | +18 |
| 2. | Ulma         | 6    | 6 | 3 | 3 | 516 | 496 | +20 |
| 3. | Galatasaray  | 6    | 6 | 3 | 3 | 459 | 459 | 0   |
| 4. | Stella Rossa | 4    | 6 | 2 | 4 | 476 | 514 | -38 |

## Quarti di finale
| Squadra 1        | Totale    | Squadra 2            | Andata  | Ritorno  |
| ---------------- | --------- | -------------------- | ------- | -------- |
| Budivelnyk Kiev  | 145 – 139 | Sptk. S. Pietroburgo | 72 – 83 | 73 – 56  |
| Bilbao Berri     | 182 – 163 | Ulma                 | 81 – 85 | 101 – 78 |
| Lokomotiv Kuban' | 162 – 119 | Budućnost            | 72 – 54 | 90 – 65  |
| UNICS Kazan'     | 141 – 148 | Valencia             | 70 – 80 | 68 – 71  |

### Gara 1
| Arbitri: | Nebojša Milošević Tomas Jasevičius Milija Vojinović |

|            |          |                      |
| Bryant 30  | Punti    | 21 Vasileiadīs       |
| Günther 7  | Assist   | 5 Mumbrú             |
| Nankivil 8 | Rimbalzi | 6 Hamilton, Hervelle |

| Arbitri: | Sreten Radović Oļegs Latiševs Robert Vyklický |

|                      |          |              |
| Maurokefalidīs 17    | Punti    | 21 Lyons     |
| Strēlnieks, Wright 7 | Assist   | 4 Tsintsadze |
| Kurbanov 11          | Rimbalzi | 7 Lyons      |

| Arbitri: | Guerrino Cerebuch Emilio Pérez Pizarro Serhij Zaščuk |

|                     |          |             |
| Vitkovac 14         | Punti    | 17 Brown    |
| quattro giocatori 1 | Assist   | 7 Kalnietis |
| Vitkovac, Bunić 7   | Rimbalzi | 8 Brown     |

| Arbitri: | Tolga Sahin Luís Lopes Anastasios Piloidis |

|                   |          |           |
| Dubljević 19      | Punti    | 28 Lyday  |
| Marković, Ribas 5 | Assist   | 4 Eidson  |
| Doellman 8        | Rimbalzi | 8 Chatman |

### Gara 2
| Arbitri: | Fernando Rocha Tolga Sahin Joseph Bissang |

|            |          |           |
| Zīsīs 23   | Punti    | 21 Bryant |
| Hervelle 3 | Assist   | 4 Bryant  |
| Hamilton 9 | Rimbalzi | 8 Bryant  |

| Arbitri: | Ilija Belošević Recep Ankaralı Seffi Shemmesh |

|           |          |            |
| Eidson 18 | Punti    | 16 Ribas   |
| Chatman 4 | Assist   | 5 Marković |
| Eidson 8  | Rimbalzi | 7 Marković |

| Arbitri: | José Martin Rüştü Nuran Miroslav Tomov |

|                        |          |             |
| Jasaitis 23            | Punti    | 14 Popović  |
| Kalnietis 6            | Assist   | 3 Vitkovac  |
| Savrasenko, Calathes 6 | Rimbalzi | 5 Milošević |

| Arbitri: | Dani Hierrezuelo Spiros Gkontas Petri Mäntylä |

|                     |          |                   |
| Delaney 17          | Punti    | 21 Maurokefalidīs |
| quattro giocatori 3 | Assist   | 6 Strēlnieks      |
| Drozdov 12          | Rimbalzi | 8 Wright          |

## Semifinali
| Squadra 1       | Totale    | Squadra 2        | Andata  | Ritorno |
| --------------- | --------- | ---------------- | ------- | ------- |
| Budivelnyk Kiev | 136 – 168 | Bilbao Berri     | 83 – 93 | 53 – 75 |
| Valencia        | 155 – 160 | Lokomotiv Kuban' | 87 – 97 | 68 – 63 |

### Gara 1
| Arbitri: | Srđan Dožai Carmelo Paternicò Apostolos Kalpakas |

|              |          |             |
| Delaney 38   | Punti    | 26 Hamilton |
| Tsintsadze 7 | Assist   | 7 Mumbrú    |
| Delaney 8    | Rimbalzi | 8 Hamilton  |

| Arbitri: | Borys Ryžyk Eddie Viator Panagiotis Anastopoulos |

|                      |          |             |
| Doellman 28          | Punti    | 23 Jasaitis |
| San Miguel 4         | Assist   | 9 Calathes  |
| Marković, Doellman 4 | Rimbalzi | 8 Jasaitis  |

### Gara 2
| Arbitri: | Luigi Lamonica Borys Šul'ha Gianluca Mattioli |

|                       |          |                        |
| Calathes 19           | Punti    | 14 Dubljević, Marković |
| Baron 2               | Assist   | 6 Marković             |
| Calathes, Kalnietis 7 | Rimbalzi | 11 Dubljević           |

| Arbitri: | Chrīstos Christodoulou Marcin Kowalski Roberto Chiari |

|                     |          |              |
| Hamilton, Mumbrú 13 | Punti    | 20 Lyons     |
| Zīsīs 5             | Assist   | 2 Tsintsadze |
| Samb 6              | Rimbalzi | 7 Drozdov    |

## Finale
| Arbitri: | Fernando Rocha Tolga Sahin Robert Lottermoser |

|                 |          |            |
| Vasileiadīs 16  | Punti    | 14 Hendrix |
| López 4         | Assist   | 7 Calathes |
| tre giocatori 6 | Rimbalzi | 10 Marić   |

| Eurocup 2012/2013         |
| ------------------------- |
| Lokomotiv Kuban 1º titolo |

### Squadra vincitrice
| N° | Naz.                   | Ruolo | Sportivo           |  | Alt. |  |
| -- | ---------------------- | ----- | ------------------ |  | ---- |  |
| 5  | Stati Uniti (bandiera) | AG    | Derrick Brown      |  | 206  |  |
| 7  | Stati Uniti (bandiera) | AG    | Richard Hendrix    |  | 205  |  |
| 8  | Russia (bandiera)      | C     | Aleksej Savrasenko |  | 215  |  |
| 9  | Lituania (bandiera)    | P     | Mantas Kalnietis   |  | 195  |  |
| 10 | Russia (bandiera)      | G     | Sergej Bykov       |  | 190  |  |
| 11 | Russia (bandiera)      | AP    | Valerij Lichodej   |  | 205  |  |
| 12 | Russia (bandiera)      | AP    | Andrej Zubkov      |  | 205  |  |
| 13 | Lituania (bandiera)    | AP    | Simas Jasaitis     |  | 203  |  |
| 15 | Stati Uniti (bandiera) | G     | Jimmy Baron        |  | 191  |  |
| 22 | Australia (bandiera)   | C     | Aleks Marić        |  | 211  |  |
| 35 | Grecia (bandiera)      | P     | Nick Calathes      |  | 198  |  |
| 45 | Russia (bandiera)      | AP    | Maksim Šeleketo    |  | 204  |  |
|    | Russia (bandiera)      | All.  | Evgenij Pašutin    |  |      |  |

## Statistiche individuali

### Punti
| Pos. | Nome           | Squadra              | Partite | Punti | PPG   |
| ---- | -------------- | -------------------- | ------- | ----- | ----- |
| 1.   | Walter Hodge   | Zielona Góra         | 12      | 254   | 21.17 |
| 2.   | Igor Rakočević | Stella Rossa         | 11      | 215   | 19.55 |
| 3.   | Chuck Davis    | Bandırma Banvit      | 12      | 222   | 18.50 |
| 4.   | Tywain McKee   | Zenit S. Pietroburgo | 11      | 197   | 17.91 |
| 5.   | Chuck Eidson   | UNICS Kazan'         | 14      | 231   | 16.50 |

### Rimbalzi
| Pos. | Nome          | Squadra              | Partite | Rimbalzi | RPG  |
| ---- | ------------- | -------------------- | ------- | -------- | ---- |
| 1.   | John Bryant   | Ulma                 | 13      | 117      | 9.00 |
| 2.   | Leo Lyons     | Budivelnyk Kiev      | 15      | 112      | 7.47 |
| 3.   | Oliver Stević | Zielona Góra         | 12      | 89       | 7.42 |
| 4.   | Aleks Marić   | Lokomotiv Kuban'     | 13      | 94       | 7.23 |
| 5.   | Kyle Landry   | Zenit S. Pietroburgo | 11      | 78       | 7.09 |

### Assist
| Pos. | Nome             | Squadra              | Partite | Assist | APG  |
| ---- | ---------------- | -------------------- | ------- | ------ | ---- |
| 1.   | Nick Calathes    | Lokomotiv Kuban'     | 16      | 106    | 6.63 |
| 2.   | Tywain McKee     | Zenit S. Pietroburgo | 11      | 67     | 6.09 |
| 3.   | Zack Wright      | Sptk. S. Pietroburgo | 14      | 77     | 5.50 |
| 4.   | Walter Hodge     | Zielona Góra         | 12      | 65     | 5.42 |
| 5.   | Mantas Kalnietis | Lokomotiv Kuban'     | 11      | 56     | 5.09 |

## Premi

### Riconoscimenti individuali
- Eurocup MVP:  Nick Calathes  (  Lokomotiv Kuban' )
- Eurocup Finals MVP:  Richard Hendrix  (  Lokomotiv Kuban' )
- Eurocup Rising Star:  Bojan Dubljević (  Valencia )
- Eurocup Coach of the Year:  Fōtīs Katsikarīs (  Bilbao Berri )

### Quintetti ideali
- All-Eurocup First Team:
  -  Nick Calathes (  Lokomotiv Kuban' )
  -  Malcolm Delaney (  Budivelnyk Kiev )
  -  Justin Doellman (  Valencia )
  -  Kōstas Vasileiadīs (  Bilbao Berri )
  -  John Bryant (  Ulma )
- All-Eurocup Second Team:
  -  Walter Hodge (  Zielona Góra )
  -  Chuck Eidson (  UNICS Kazan')
  -  Derrick Brown (  Lokomotiv Kuban' )
  -  Lamont Hamilton (  Bilbao Berri )
  -  Loukas Maurokefalidīs (  Sptk. S. Pietroburgo )

### Mvp settimanale

#### Regular Season
| Sett. | Giocatore        | Squadra              | PIR |
| ----- | ---------------- | -------------------- | --- |
| 1     | Matt Lojeski     | Ostenda              | 34  |
| 2     | Sammy Mejía      | Bandırma Banvit      | 35  |
| 2     | Tywain McKee     | Zenit S. Pietroburgo | 35  |
| 3     | Tywain McKee (2) | Zenit S. Pietroburgo | 42  |
| 4     | Chuck Davis      | Bandırma Banvit      | 36  |
| 5     | Courtney Fells   | H. Gerusalemme       | 41  |
| 6     | Derrick Brown    | Lokomotiv Kuban'     | 39  |

#### Top 16
| Sett. | Giocatore            | Squadra      | PIR |
| ----- | -------------------- | ------------ | --- |
| 1     | Čedomir Vitkovac     | Budućnost    | 40  |
| 2     | E.J. Rowland         | VEF Rīga     | 36  |
| 3     | Čedomir Vitkovac (2) | Budućnost    | 30  |
| 4     | John Bryant          | Ulma         | 36  |
| 5     | Walter Hodge         | Zielona Góra | 42  |
| 6     | Walter Hodge (2)     | Zielona Góra | 39  |

#### Quarti di finale
| Sett. | Giocatore       | Squadra          | PIR |
| ----- | --------------- | ---------------- | --- |
| 1     | John Bryant (2) | Ulma             | 30  |
| 2     | Simas Jasaitis  | Lokomotiv Kuban' | 28  |

#### Semifinali
| Sett. | Giocatore          | Squadra          | PIR |
| ----- | ------------------ | ---------------- | --- |
| 1     | Simas Jasaitis (2) | Lokomotiv Kuban' | 33  |
| 2     | Stefan Marković    | Valencia         | 22  |